# Maria Luisa Boncompagni
Maria Luisa Boncompagni (Sacrofano, 7 dicembre 1892 – Roma, 21 novembre 1982) è stata una conduttrice radiofonica italiana, passando dall’Araldo Telefonico all'URI, all'EIAR e alla RAI.

## Biografia
Nel 1914 Maria Luisa Boncompagni fu scelta, tra molte candidate, dopo aver risposto ad un annuncio apparso su Il Messaggero in cui si cercava una "signorina buona dicitrice", e fu assunta dall'Araldo Telefonico.
Nell'ottobre 1924 fu assunta dall'URI come scritturale a mano e a macchina, lettrice e dicitrice, percependo un salario di 500 lire mensili. Per contratto la Boncompagni era tenuta a preparare il disco di ogni trasmissione, annunciarlo, avviarlo e preparare il successivo.
Partecipò a trasmissioni radiofoniche come Partita a scacchi, di Giuseppe Giacosa.
Fu soprannominata zia Radio  e "l'usignolo della radio".
Per lungo tempo le fu anche attribuito il primo annuncio della storia radiofonica, trasmesso dalla stazione di Roma San Filippo alle ore 21 del 6 ottobre 1924 con queste parole:
In merito a ciò, però, vi è una controversia. Un altro annuncio riemerse nel 1997, quando Barbara Scaramucci lo riscoprì negli archivi della neonata Rai Teche da lei diretta.
In questa versione sembra evidente che l'annuncio fu pronunciato da Ines Viviani Donarelli, musicista e moglie del direttore artistico della URI, che presenta il quartetto in studio e se stessa.. Tuttavia, la Viviani Donarelli si limitò a presentare la prima trasmissione radiofonica, ma solo dopo l'annuncio della Boncompagni.
La storia della radio curata dalla Rai attribuisce sia alla Boncompagni sia ad Ines Viviani Donarelli le primogeniture di voci dell'etere italiana.